# Tyrone Maria
Tyrone Maria (sinh ngày 24 tháng 9 năm 1984) là cầu thủ bóng đá từ Curaçao chơi vị trí tiền vệ cho Deportivo Barber.